# Casa Von Sternberg
La Casa Von Sternberg fue una mansión diseñada por el arquitecto Richard Neutra. Con sólo un dormitorio, además de dormitorios para los empleados domésticos, fue construida en 1935 en el n.º 10000 de Tampa Avenue, Northridge, en una parcela de 13 acres (5 hectáreas) en California, en el Valle de San Fernando para el director de cine Josef von Sternberg. En un atentado evidente al patrimonio cultural, la casa fue demolida en 1972 y más tarde la parcela se convirtió en un desarrollo de construcción de viviendas. 

## Estilo arquitectónico
El diseño de la casa contrastaba con las casas más típicas. Tenía un número muy pequeño de habitaciones y una superficie relativamente pequeña, pero tenía algunas características de exhibición ostentosa, como una zona de garaje separada, más grande y más alta para un automóvil Duesenberg, además de otras dos áreas de garaje para automóviles menores (en una época en la que incluso las casas ricas tenían solo una o dos plazas de garaje). Neutra supo complacer a la difícil personalidad del gran actor y director Josef von Sternberg en la época en que estaba en la cumbre del estrellato hollywodiense tras dirigir dos obras maestras como El expreso de Shanghai (1932) y El diablo era mujer (1935).
Por otro lado la mayoría de sus características eran originales y discretas, lo que demostraba la atención de Neutra en la integración de detalles personalizados, como el foso circundante. Como muchas otras de sus obras la casa fue magistralmente fotografiada por el gran especialista Julius Shulman.
El aspecto exterior de la casa y de sus alrededores ajardinados estaba hecho de líneas sinuosas, pero los interiores eran ortogonales, lo que hacía que la colocación de muebles fuera simple y fácil. Como en muchos otros de sus diseños domésticos, Neutra hizo un uso intensivo de las ventanas industriales, cumpliendo funciones tanto estéticas como prácticas, como la creación de pantallas de privacidad y cortavientos. 
Neutra planteó dos niveles y rodeándola diseñó largos muros metálicos y amplios estanques curvos, con lo que conseguía espacios exteriores aislados total o parcialmente de su entorno. De forma inusual en él plantea soluciones puramente formales y soluciones espaciales únicas, basándose en curvas, una forma normalmente evitada por los racionalistas del movimiento moderno. Un planteamiento aparentemente contradictoria pero plenamente resuelto, como lo demuestra la documentación visual que se ha conservado de la casa.
Neutra era consciente de los deseos de sus clientes incluso cuando los encontraba absurdos. Explicaba a sus amigos la historia (entre otras) de Sternberg pidiendo que ninguna de las puertas de los baños tuviesen cerraduras, con el fin de evitar que sus invitados a las fiestas se quedaran encerrados dentro y amenazaran con suicidarse. Como director de cine, Sternberg conocía bien el comportamiento teatral de muchos actores de Hollywood, mientras que Neutra tenía una vida social que lo mantenía en contacto con artistas de otros dominios.     

## Ocupantes y demolición
En la década de 1940, la novelista-filósofa Ayn Rand compró la casa. Aunque preocupada por la distancia de 32 km a Hollywood, donde trabajaba como guionista, Rand y su esposo, el actor Frank O'Connor, pagaron 24.000 $ por la casa. En 1963, según la biógrafa de Rand Barbara Branden, ella y O'Connor vendieron la casa por 175.000 $. La venta fue organizada por la ocupante posterior a Rand, la autora Ruth Beebe Hill, quien, junto con su esposo Buzzy Hill y su colaboradora Chunksa Uha, alquilaron la casa de Rand durante muchos años, después de que Rand se mudara a Nueva York. Fue comprada por la vecina de al lado de la propiedad, una tal Sra. Houchen, por quien fue demolida en 1972, el día después de que los Hill se mudaran al Estado de Washington, por temor a la invasión y la ocupación de grupos de "hippies".